# 1992年夏季残疾人奥林匹克运动会美国代表团
1992年夏季残疾人奥林匹克运动会美国代表团是美国派出的1992年夏季残疾人奥林匹克运动会代表团。获得75枚金牌、52枚银牌和48枚铜牌。